# Serge Gainsbourg
Serge Gainsbourg (2. travnja 1928. — 2. ožujka 1991.) bio je francuski pjevač, tekstopisac i filmski redatelj. Poznat je kao kontroverzna osoba i izazivač brojnih skandala, koji uključuju i svjetski poznatu pjesmu Je t'aime, moi non plus.

## Životopis
Gainsbourg je bio oženjen s britanskom glumicom i pjevačicom Jane Birkin s kojom je dobio kćer Charlotte Gainsbourg, koja je također međunarodno poznata glumica i pjevačica. Gainsbourg umire 2. ožujka 1991. od srčanog udara. Sahranjen je na židovskom dijelu groblja Montparnasse u Parizu. Francuski predsjednik François Mitterrand rekao je o njemu: "Bio je naš Baudelaire, naš Apollinaire... Podigao je pjesmu na jedan umjetnički nivo"

Njegova kuća na Rue de Verneuil je danas popunjena grafitima i pjesmama a kuću održava njegova kći Charlotte.

## Karijera
Serge Gainsbourg je bio jedan od najutjecajnijih francuskih pop glazbenika svoje generacije. 
Počinje s glazbenim stilovima varieté i šansone, da bi im kasnije dodavao elemente jazza, bossa nove, rocka, funka a 1970.-ih i reggaea. 
Pisao je pjesme i za druge francuske pjevače, primjerice Françoise Hardy, France Gall i Brigitte Bardot. Bardot je pjevala tipične 1960.-e pop pjesme Harley Davidson, Bonnie and Clyde, Initials BB i Comic Strip.
Serge Gainsbourg je tri puta sudjelovao kao tekstopisac na Pjesmi Eurovizije sa značajnim uspjehom.
Prvi put u Napulju na Pjesmi Eurovizije 1965. za Luksemburg s pjesmom Poupée de cire, poupée de son koju je izvela France Gall i koja pobjeđuje na natjecanju.
Sljedeći put učestvuje na Pjesmi Eurovizije 1967. za Monako. Pjesmu izvodi Minouche Barelli i osvaja peto mjesto.
 
Treći i posljednji put natječe se na Pjesmi Eurovizije 1990. za Francusku s pjesmom White and Black Blues koju izvodi Joëlle Ursull i osvaja drugo mjesto.
Gainsbourgov internacionalni utjecaj na svjetsku pop glazbu vidi se u pohvalama glazbenika poput Jarvisa Cockera, iz sastava Pulp i Becka Hansena iz sastava Beck. Jarvis Cocker sudjelovao je između ostalih i s Jane Birkin na albumu Monsieur Gainsbourg Revisited 2006.

## Diskografija

### Albumi
- 1958.: Du chant à la une
- 1959.: Disque N°2
- 1961.: L'Étonnant Serge Gainsbourg
- 1962.: Disque N°4
- 1963.: Gainsbourg Confidentiel
- 1964.: Gainsbourg Percussions
- 1967.: Anna
- 1968.: Gainsbourg & Brigitte Bardot: Bonnie & Clyde
- 1968.: Gainsbourg & Brigitte Bardot: Initials B.B.
- 1968.: Ce Sacré Grand-Père
- 1969.: Jane Birkin/Serge Gainsbourg
- 1970.: Cannabis
- 1971.: Histoire de Melody Nelson
- 1973.: Vu de l'extérieur
- 1975.: Rock Around the Bunker
- 1976.: L'Homme à tête de chou
- 1977.: Madame Claude
- 1979.: Aux armes et cætera
- 1980.: Enregistrement public au Théâtre Le Palace (live)
- 1981.: Mauvaises nouvelles des étoiles
- 1984.: Love On the Beat
- 1985.: Serge Gainsbourg live (Casino de Paris)
- 1987.: You're Under Arrest
- 1988.: Le Zénith de Gainsbourg (live)
- 1989.: De Gainsbourg à Gainsbarre (box)

## Vanjske poveznice
- Serge Gainsbourg u internetskoj bazi filmova IMDb-u (engl.)